# 王伟豪
王伟豪（1987年—），在CKA散打超级联赛比赛时叫王伟，男，籍贯河南省焦作市。中国散打运动员。
来自少林塔沟武校，身高176cm，级别：65-70公斤，所属：河南省散打队。2010年6月19日武林风中泰对抗战胜泰拳王善猜，一战成名为中国踢蛋打鸟王。